# تروي كوربيت
تروي كوربيت (بالإنجليزية: Troy Corbett)‏ (11 أكتوبر 1972 في أستراليا - ) هو لاعب كريكت أسترالي. لعب مع فريق فكتوريا للكريكت.

## وصلات خارجية
- تروي كوربيت على موقع إي آس بي آن كريك إنفو (الإنجليزية)